# Quipollornis koniberi
Quipollornis koniberi — викопний вид дрімлюгоподібних птахів сучасної родини еготелових (Aegothelidae), що існував в Австралії в середньому міоцені (17—13,5 млн років тому). Викопні рештки птаха знайдено поблизу міста Кунабарабран в штаті Новий Південний Уельс. Описаний з фрагментів черепа, шийних хребців, кісток плечового пояса та крил.